# 徐溜站
徐溜站是位于江苏省淮安市淮阴区徐溜乡的一个铁路车站，邮政编码223321。车站建于1995年，有新长铁路经过该站，现仅办理货运业务，不办理客运业务，车站及其上下行区间未电气化。车站距离新沂站82公里，隶属上海铁路局，是四等站。